# Obersendling

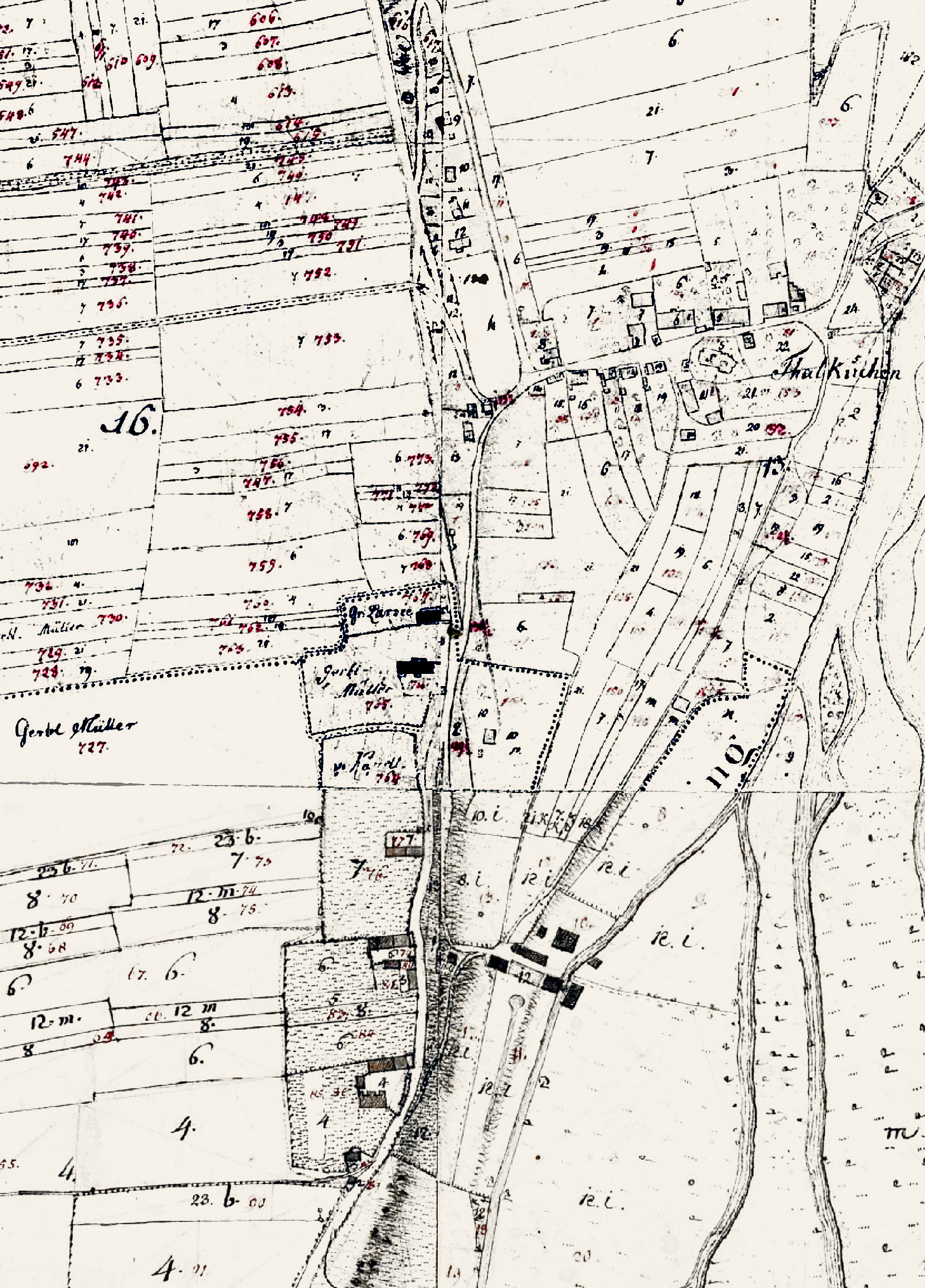
Obersendling auf dem Urkataster um 1850, es sind die Häuser an der heutigen Wolfratshauser Straße

Obersendling ist ein Stadtteil im Süden von München. Er ist Teil des Stadtbezirks 19 Thalkirchen-Obersendling-Forstenried-Fürstenried-Solln. Der historische Ortskern der im Mittelalter als eigenständiges Dorf entstandenen Siedlung lag an der Hangkante auf dem Gebiet des heutigen Bezirksteils Thalkirchen oberhalb von Maria Einsiedel. 1808 wurde der Ort bei der Gründung der Gemeinden in Bayern ein Teil von Thalkirchen und am 1. Januar 1900 gemeinsam mit Thalkirchen nach München eingemeindet. Der Ortsname Obersendling wurde in der Folgezeit ausgeweitet auf die Industrie- und Wohnanlagen auf den ehemaligen Weideflächen Obersendlinger Oberfeld westlich der Bahnstrecke München–Lenggries. Der heutige Münchner Stadtbezirksteil Obersendling reicht von der S-Bahnlinie im Osten bis zum Südpark im Westen (Forstenried). Die nördliche Grenze verläuft zum Stadtbezirk Sendling-Westpark. Im Süden grenzt der Stadtteil an Solln. Die Grenzen des historisch und kulturell gewachsenen Stadtteils Obersendling sind nicht scharf definiert, aber im Osten reicht der Stadtteil bis zur Isarhangkante, schließt somit den alten Ortskern an der Wolfratshauser Straße ein. Städtebaulich betrachtet ist Obersendling heute ein Mischgebiet. Der Wohnungsbestand, welcher auch noch ältere Wohnquartiere aufweist, ist in ein Industrie- und Gewerbegebiet eingebettet.

## Geschichte

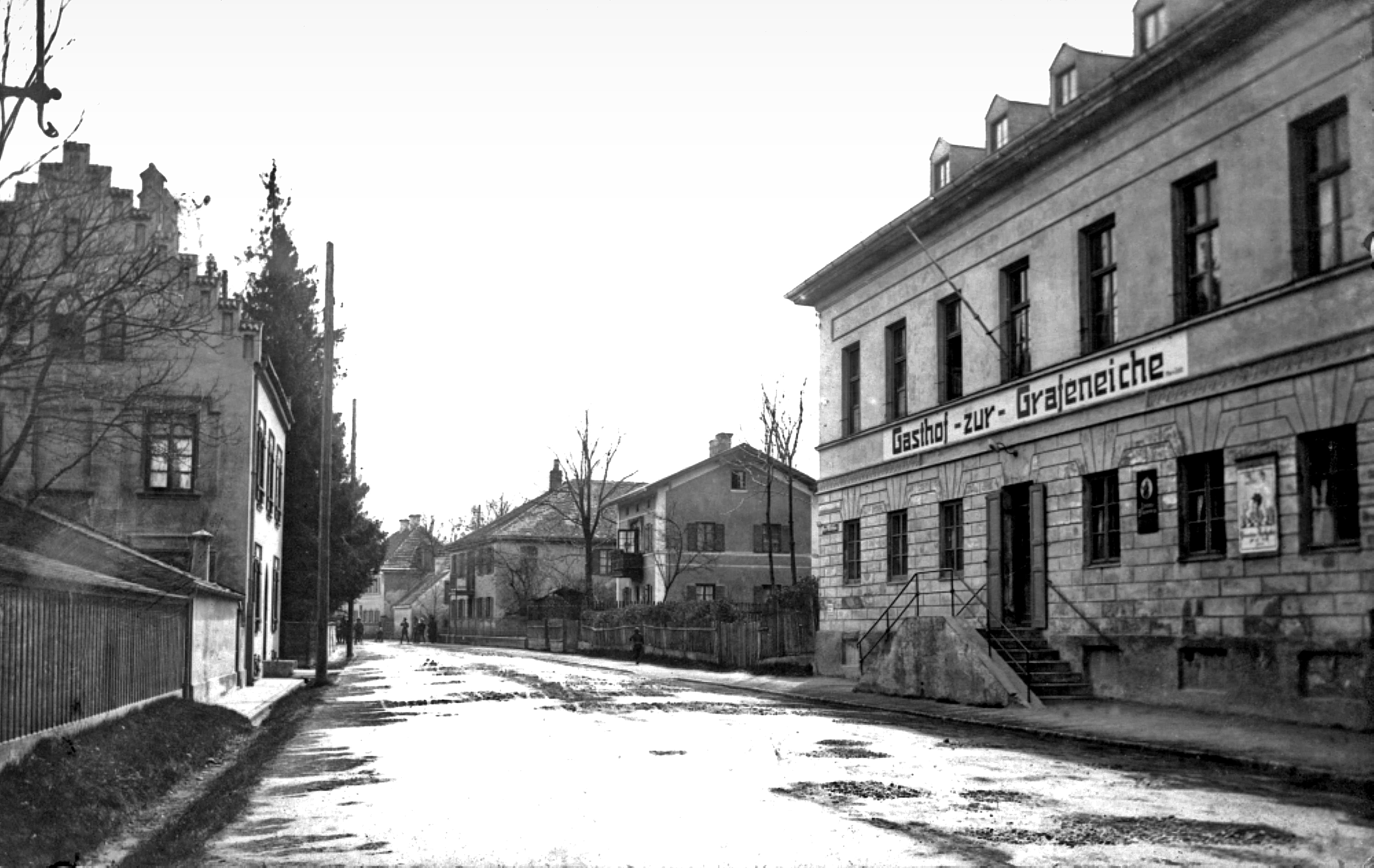
Ehemaliges dörfliches Straßenbild von Obersendling (Südhälfte) vor 1900, links Wolfratshauser Straße 27

Der ursprünglich wohl gegen Ende des Mittelalters entstandene Ort Obersendling lag auf dem Gebiet des heutigen Stadtbezirksteils Thalkirchen im Münchner Süden, auf dem westlichen Isartalhang oberhalb von Maria Einsiedel entlang der westlichen Straßenseite der Wolfratshauser Straße. Das nördlichste Haus stand bei der Wolfratshauser Straße 38. Obersendling hatte von Beginn an keinen eigenen Sakralbau und gehörte bis 1808 zum Amt Gauting im Landgericht Starnberg. Im Jahr 1850 bestand der Ort aus 7 Wohngebäuden, wovon der Großteil Bauernhöfe waren, in denen 39 Menschen lebten. Die Bewohner besuchten die Gottesdienste der Pfarr- und Wallfahrtskirche St. Maria Thalkirchen und die Thalkirchener Schule. 1808 wurde Obersendling dem neugeschaffenen Steuerdistrikt Thalkirchen, aus dem die Gemeinde Thalkirchen hervorging, eingegliedert. Wie in vielen Vororten von München entstanden ab der Mitte des 19. Jahrhunderts auch in Obersendling mehrere Landhäuser und Villen. Zwischen den frühen 1890er und späten 1900er Jahren wurde die dörfliche Bebauung durch Mietshäuser, Reihenhäuser und Betriebsanlagen ersetzt, jedoch sind die alten Obersendlinger Villen und Landhäuser zum großen Teil noch vorhanden und sind denkmalgeschützt. Der Ortsname Obersendling ging nach 1910 auf die Industrie- und Wohnanlagen auf den ehemaligen Weideflächen Obersendlinger Oberfeld westlich der Isartalbahn bzw. der Bahnstrecke München–Lenggries über.

### Obersendling als Münchner Stadtbezirksteil
Bei der Gliederung Münchens nach dem Zweiten Weltkrieg in 41 Stadtbezirke wurde Obersendling ein Stadtbezirksteil des damaligen Stadtbezirks 24 Thalkirchen–Obersendling–Forstenried. Seit der Neugliederung Münchens in 25 Stadtbezirke im Jahr 1992 ist Obersendling ein Stadtbezirksteil des Stadtbezirks 19 Thalkirchen-Obersendling-Forstenried-Fürstenried-Solln. Damals wurde ein Streifen im Süden des ehemaligen Stadtbezirks 34 Waldfriedhofviertel Obersendling zugeschlagen; auf diese Weise kam die Schießstätte der HSG, die historisch Mittersendling zugerechnet worden war, zu Obersendling.
Nach dem Zweiten Weltkrieg erlebte Obersendling eine schnelle wirtschaftliche Entwicklung. Wesentlicher Auslöser war hier die Standortkonzentration der Firma Siemens rund um die Hofmannstraße. Dort befand sich bereits seit 1927 ein Zweigwerk. Als das Unternehmen nach dem Zweiten Weltkrieg seinen Sitz von Berlin nach München verlegte, wurde die Hofmannstraße der zentrale Standort. Mit dem Siemens-Hochhaus wurde von 1961 bis 1963 ein repräsentatives Verwaltungsgebäude errichtet, um den Solitär gruppierten sich Entwicklungs-, Fertigungs- und Vertriebsbauten.
Die Siemens AG gab den Standort Hofmannstraße um die Jahrtausendwende auf und verkaufte das Gelände. Im Rahmen des Projektes Isar Süd sollte ab 2005 eine grundlegende Neugestaltung des gesamten Siemens-Areals durchgeführt werden. Ziel des Projektes war es unter anderem, den früher abgeschlossenen Siemens-Standort zu öffnen und durch ein integriertes Konzept von Wohnen mit Arbeiten zu ersetzen. Auf Grund des Bürgerentscheides „Initiative-Unser-München“ im Jahr 2004 musste die Planung überarbeitet und auf Hochhäuser über 99 m Höhe verzichtet werden. Der neue Bebauungsplan für das ehemalige Siemensgelände wurde 2010 beschlossen. Das neue Stadtquartier „Südseite“ östlich der Baierbrunner Straße mit rund 2000 Einwohnern und 1000 Arbeitsplätzen um eine zentrale Parkanlage wurde 2013 fertiggestellt. Die Teile des ehemaligen Siemens-Geländes westlich der Baierbrunner Straße sollen mit weiteren rund 1000 Wohnungen bebaut werden, für das Siemens-Hochhaus ist ein Umbau in rund 300 Wohnungen vorgesehen (Stand 2019).

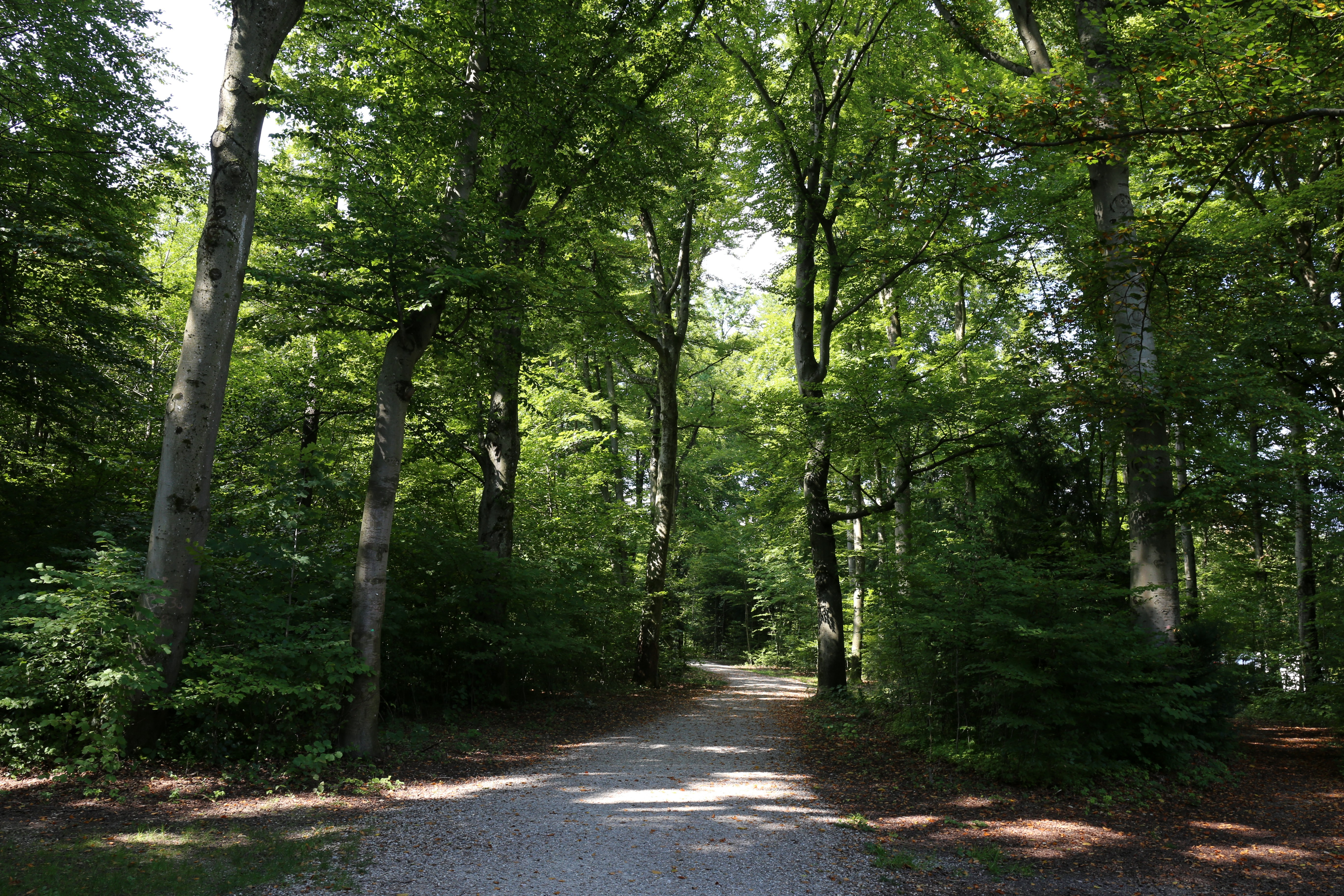
Hermann-von-Siemens-Park

Südlich gegenüber dem Siemens-Gelände befand sich der 13,5 Hektar große Hermann-von-Siemens-Sportpark für Betriebsangehörige. Im Zuge des Standort-Abbaus gab Siemens 2011 auch den Sportpark auf, der während jahrelanger Verhandlungen über die künftige Verwendung des Areals abgesperrt blieb und verfiel. 2017 kaufte die Stadt München den Park und sanierte ihn teilweise. Eine zirka 7,3 Hektar große Teilfläche wurde bei einem Bürgerfest mit Oberbürgermeister Dieter Reiter im Juni 2019 für die Öffentlichkeit temporär geöffnet. Anfang Juli 2019 befürwortete der Sportausschuss des Münchener Stadtrats einstimmig ein Konzept, das u. a. Neubauten einer Dreifach-Sporthalle mit Zuschauertribüne, eines Schulschwimmbads und eines Sportbetriebsgebäudes – alles barrierefrei – sowie die Errichtung diverser Freisportanlagen (Rasenspielfelder, 400-Meter-Rundlaufbahn, Handball- und Beach-Volleyballfeld) und einer durchgängigen Joggingstrecke, eines Fitness-Parcours und einer Boccia-Bahn vorsieht. Der Hermann-von-Siemens-Sportpark steht unter Landschaftsschutz.
Ebenfalls in Obersendling, nordwestlich des Werksgeländes, liegt die Anfang der 1950er Jahre erbaute Siemens-Siedlung an der Boschetsrieder Straße. Erwähnenswert sind die beiden Siemens-Sternhochhäuser, die ersten Hochhäuser ihrer Art, welche nach dem Krieg in München gebaut wurden.
Seit Mitte 2019 entsteht auf ehemaligem Siemensgelände am U-Bahnhof Machtlfinger Straße das „Junge Quartier Obersendling“, in dem Bildungs- und Beratungsangebote für Jugendliche und junge Erwachsene zusammengeführt wurden. Zu den Einrichtungen des Jungen Quartiers gehören die SchlaU-Schule und das Cafe Netzwerk.
Auf einem Jahrzehnte für die geplante Firmenzentrale der Isar-Amperwerke, später der E.ON, freigehaltenen Grundstück am Westrand Obersendlings, begrenzt durch die Drygalski-Allee, entstand ab 2015 zwischen Boschetsrieder und Kistlerhofstraße ein weiteres, etwa acht Hektar großes Neubaugebiet, das Quartier „Am Südpark“, nach dem nahen Südpark benannt. Es wurde als Wohn- und Arbeitsstandort für etwa 2500 Menschen und 400 Arbeitsplätze mit umfangreicher sozialer Infrastruktur sowie öffentlichen und privaten Grün- und Freiflächen errichtet.

## Baudenkmäler

### Im Bereich des Stadtbezirks

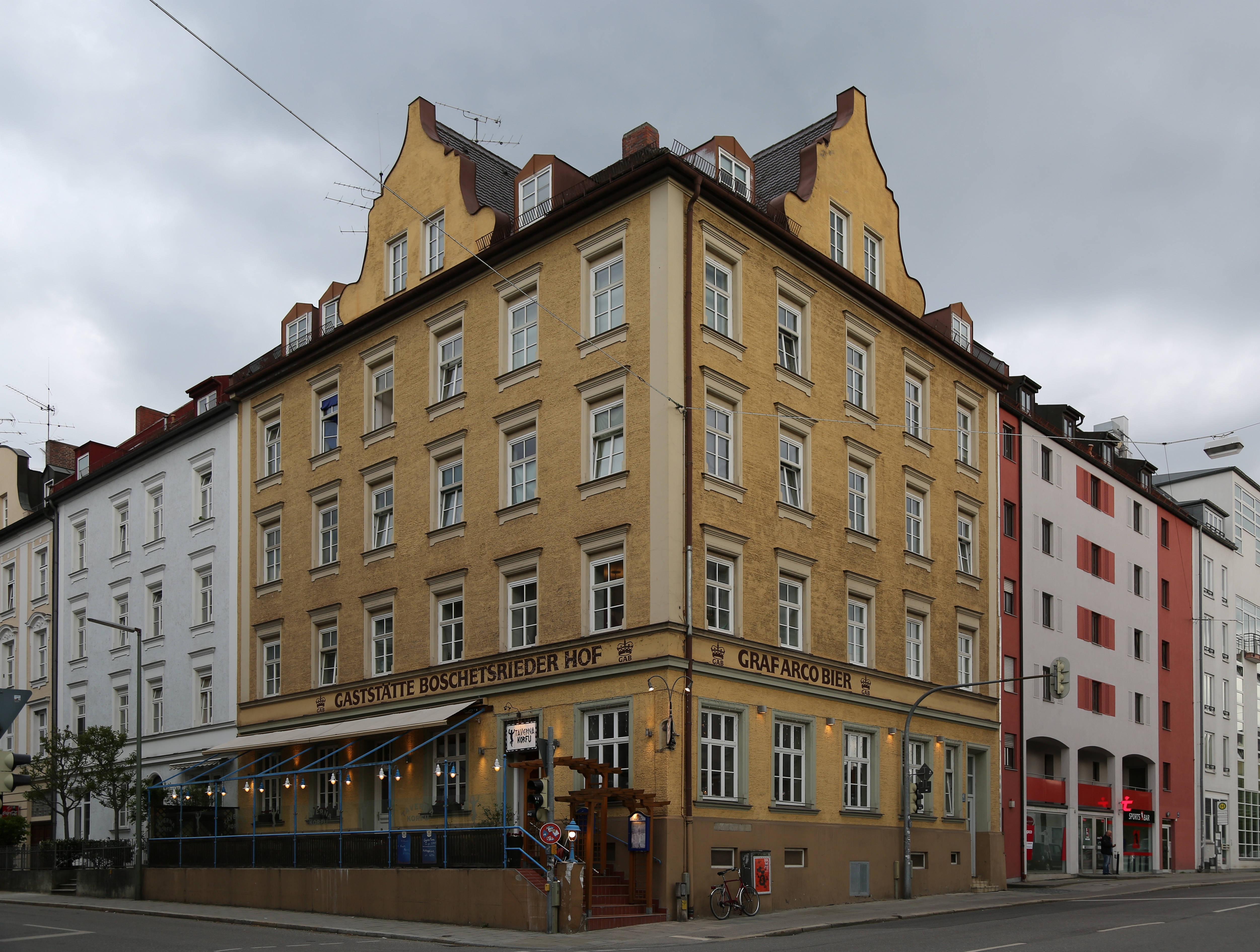
Boschetsrieder Str. 47
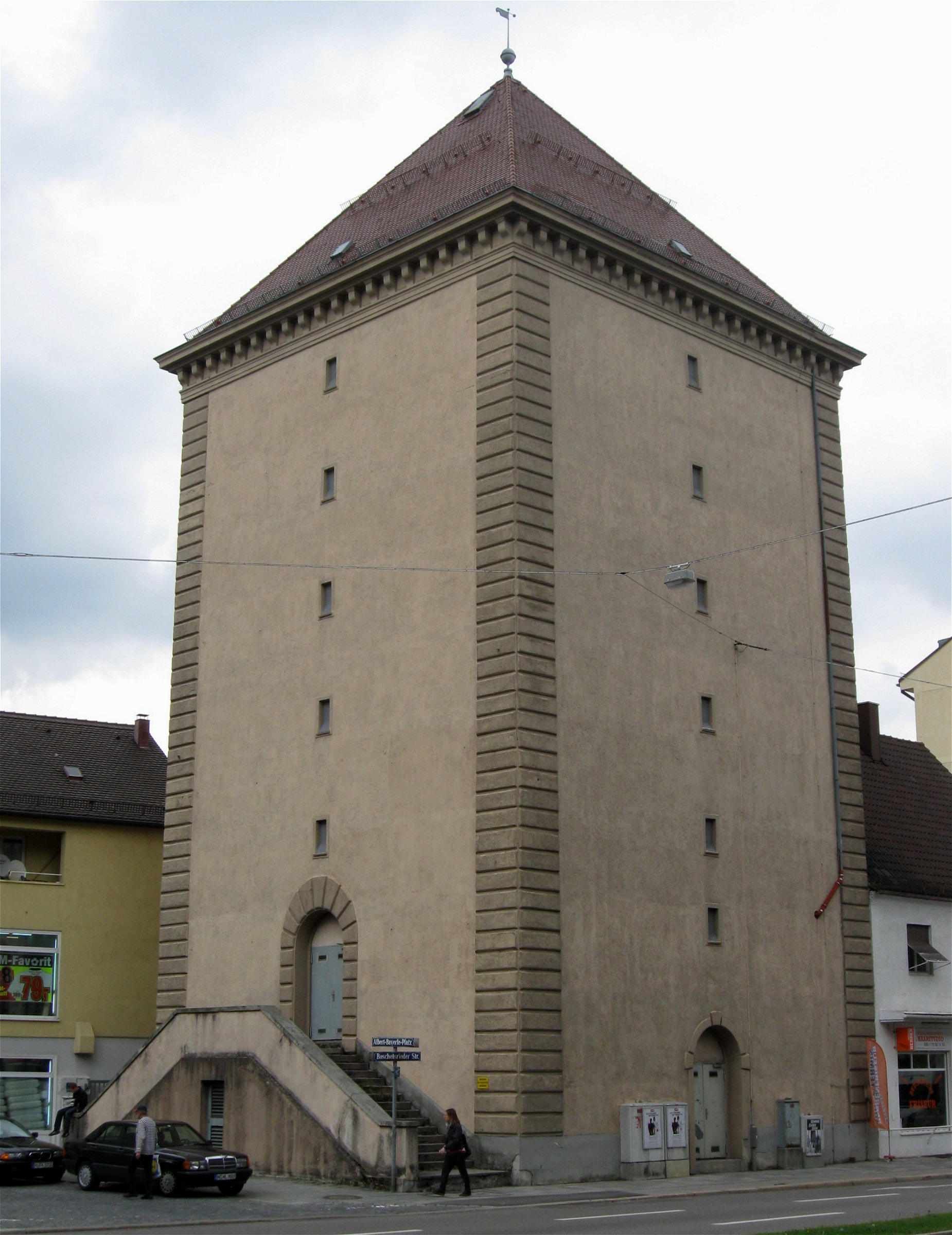
Boschetsrieder Str. 68, Hochbunker
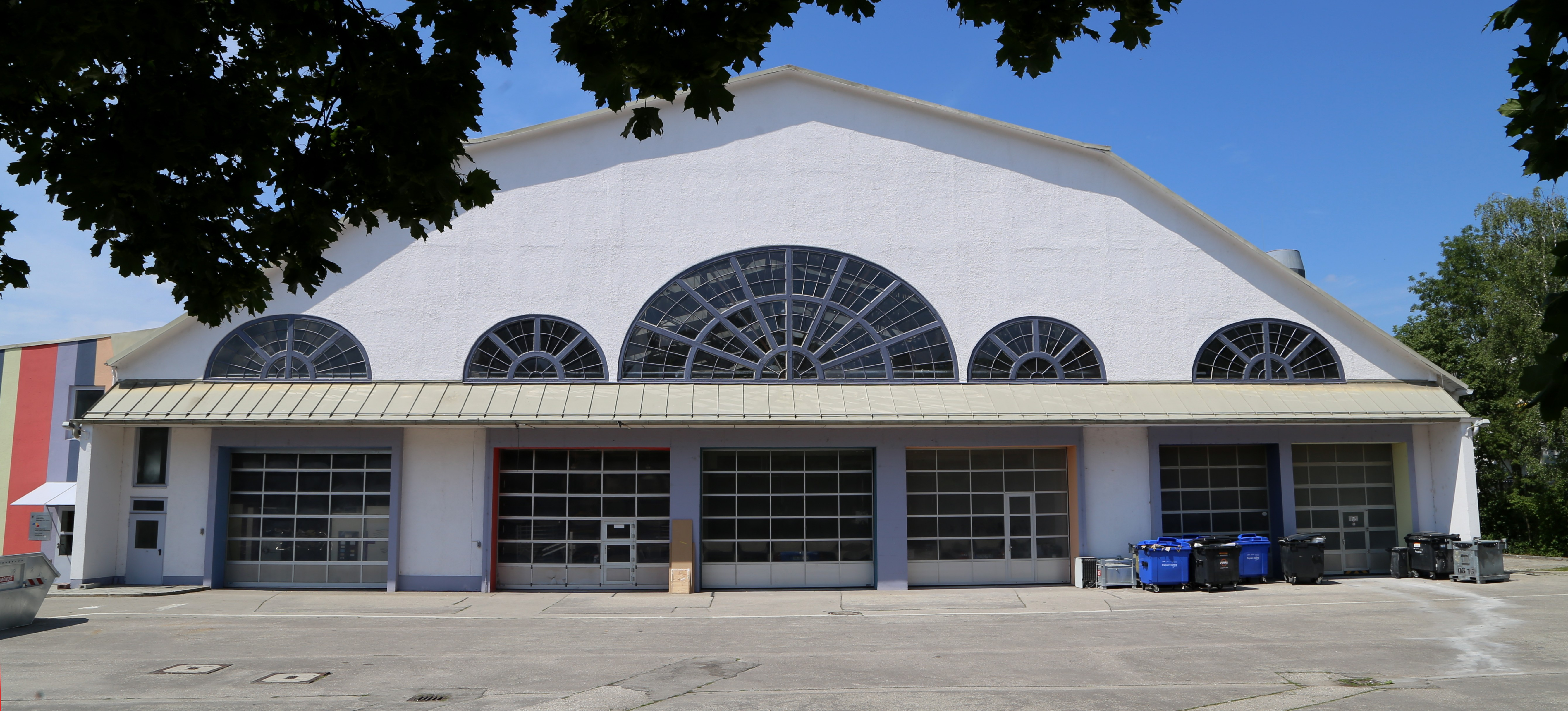
Gmunder Straße 32 (Zeppelinhalle)
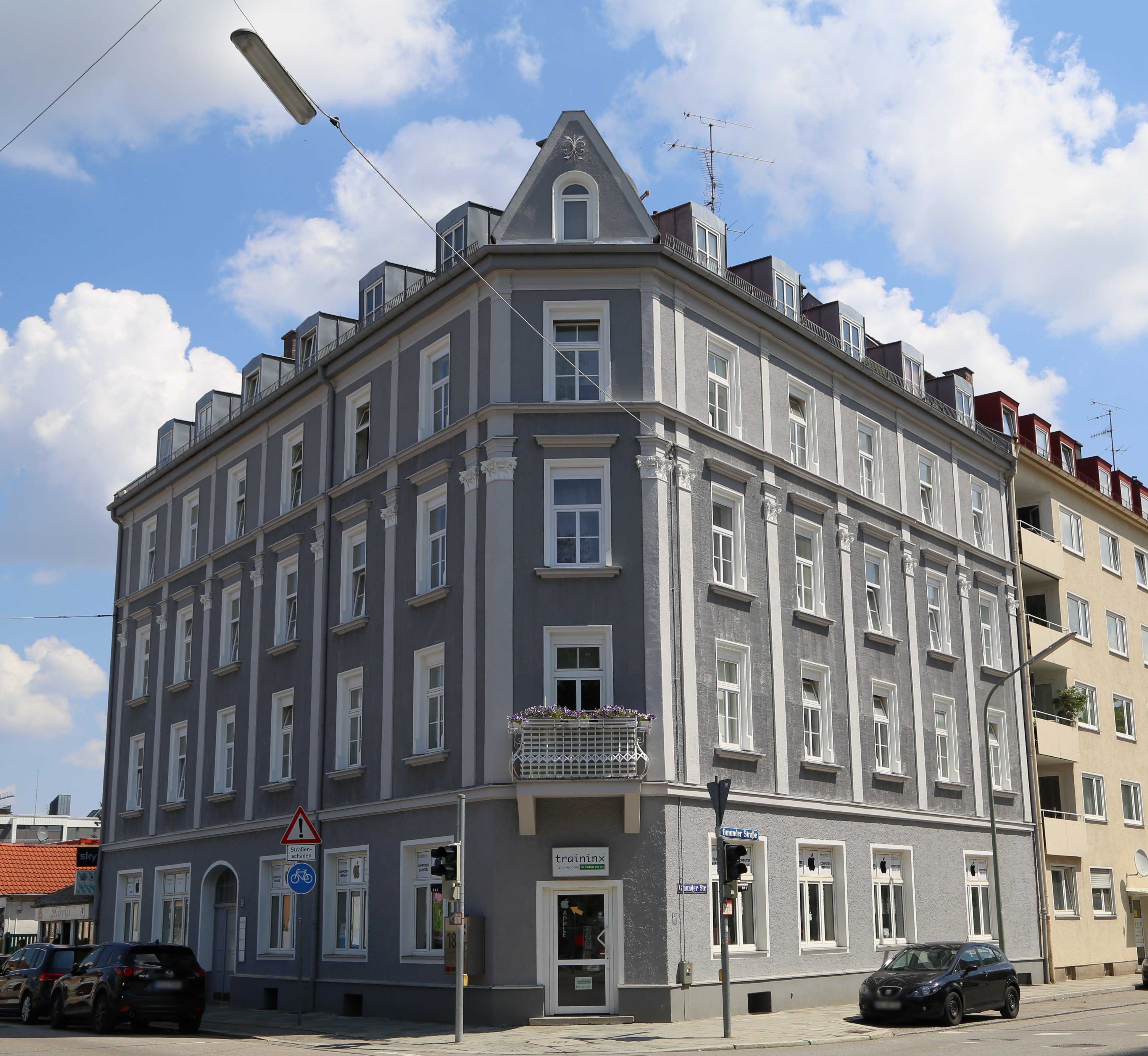
Hofmannstraße 43
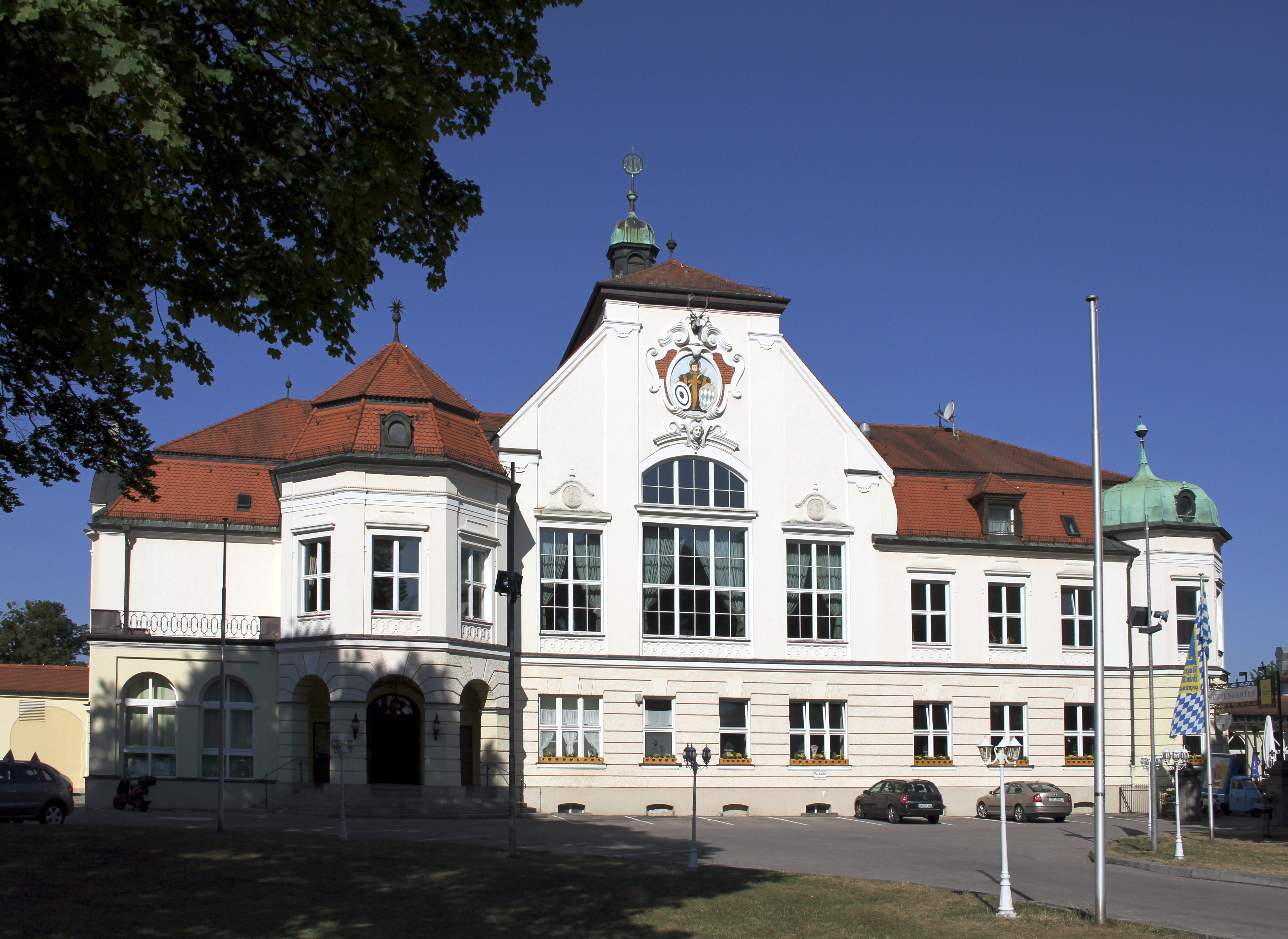
Schießstätte der HSG München
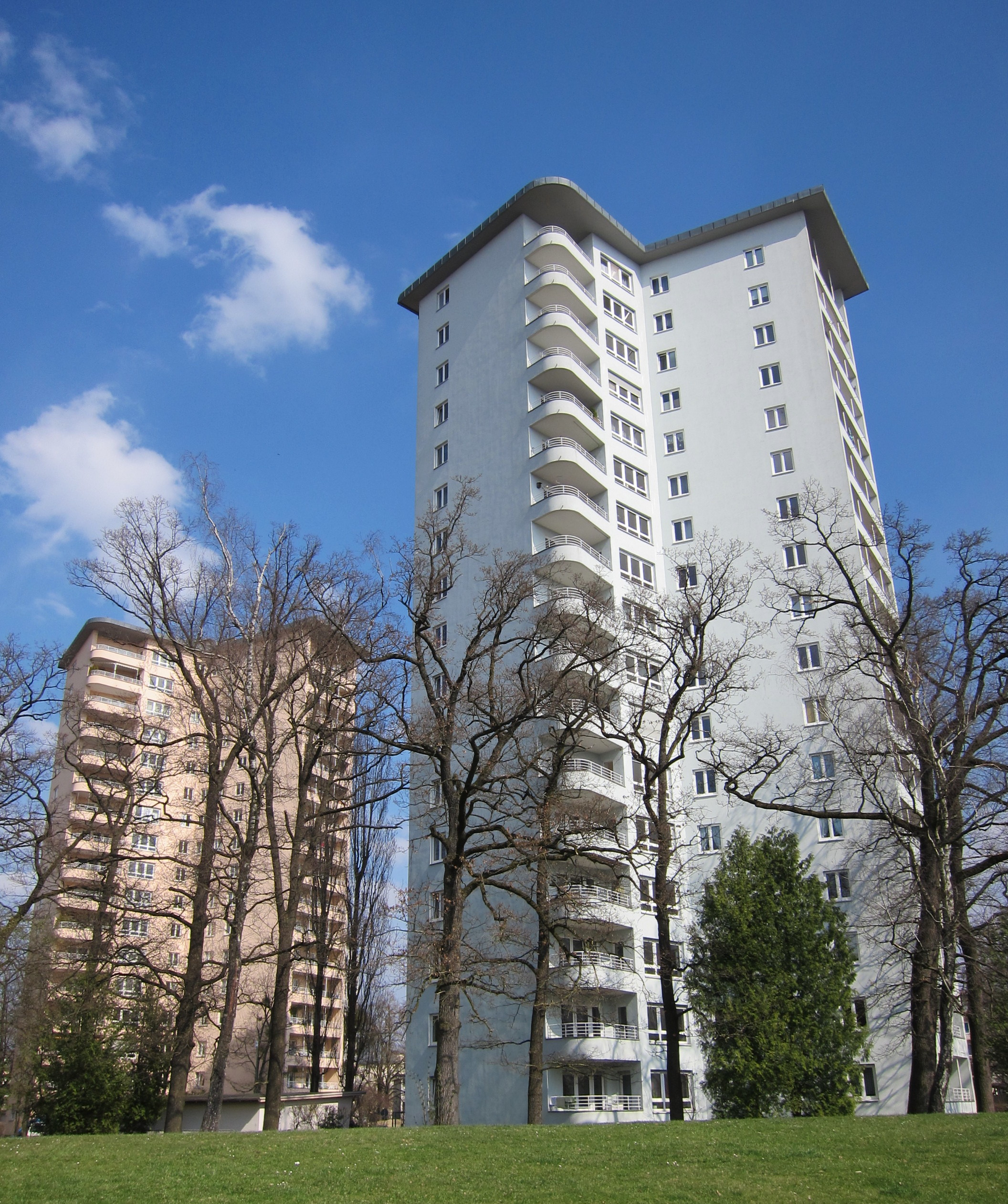
Siemens-Siedlung
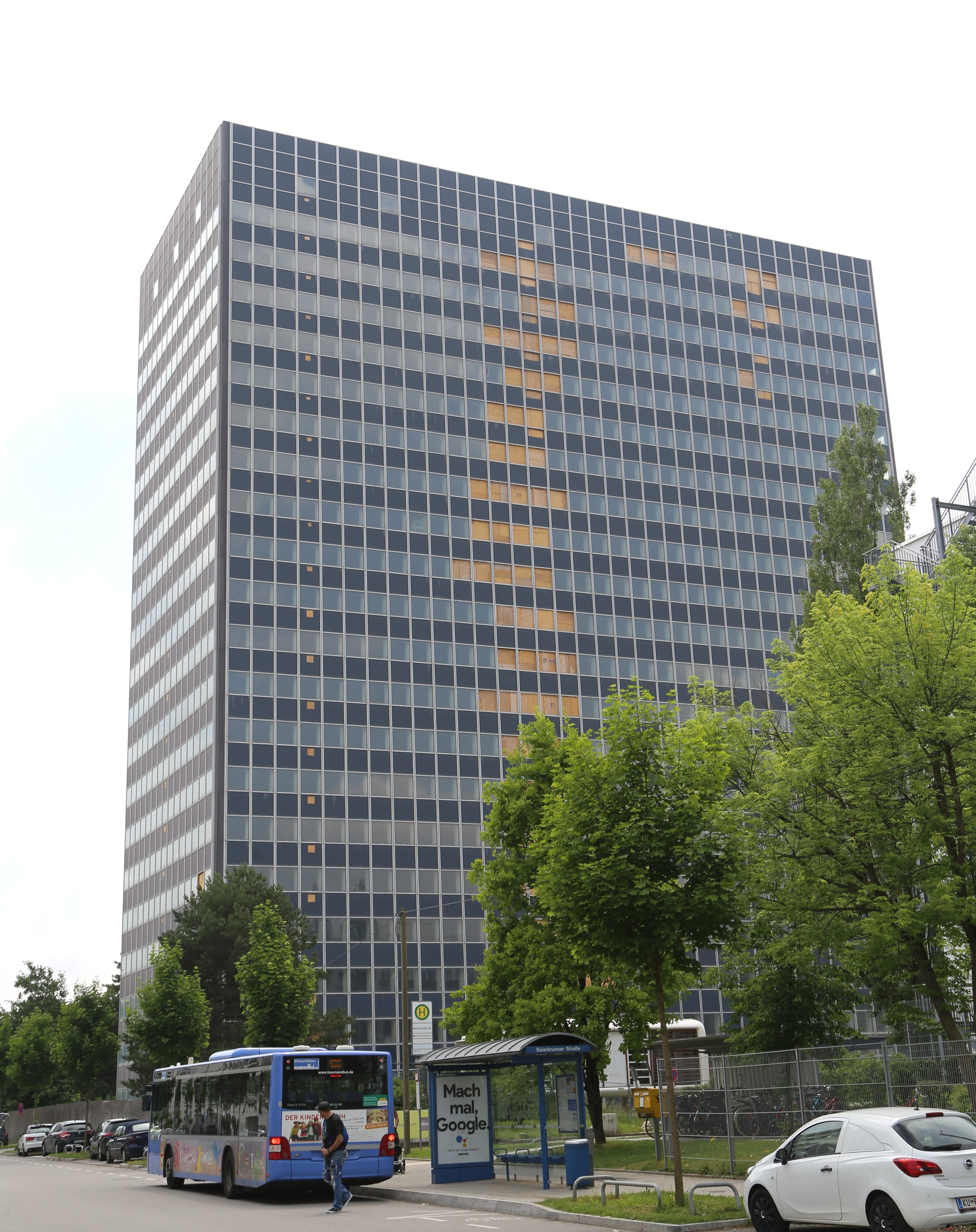
Baierbrunner Straße 54, Siemens-Hochhaus

### Im Bereich des historischen Ortes

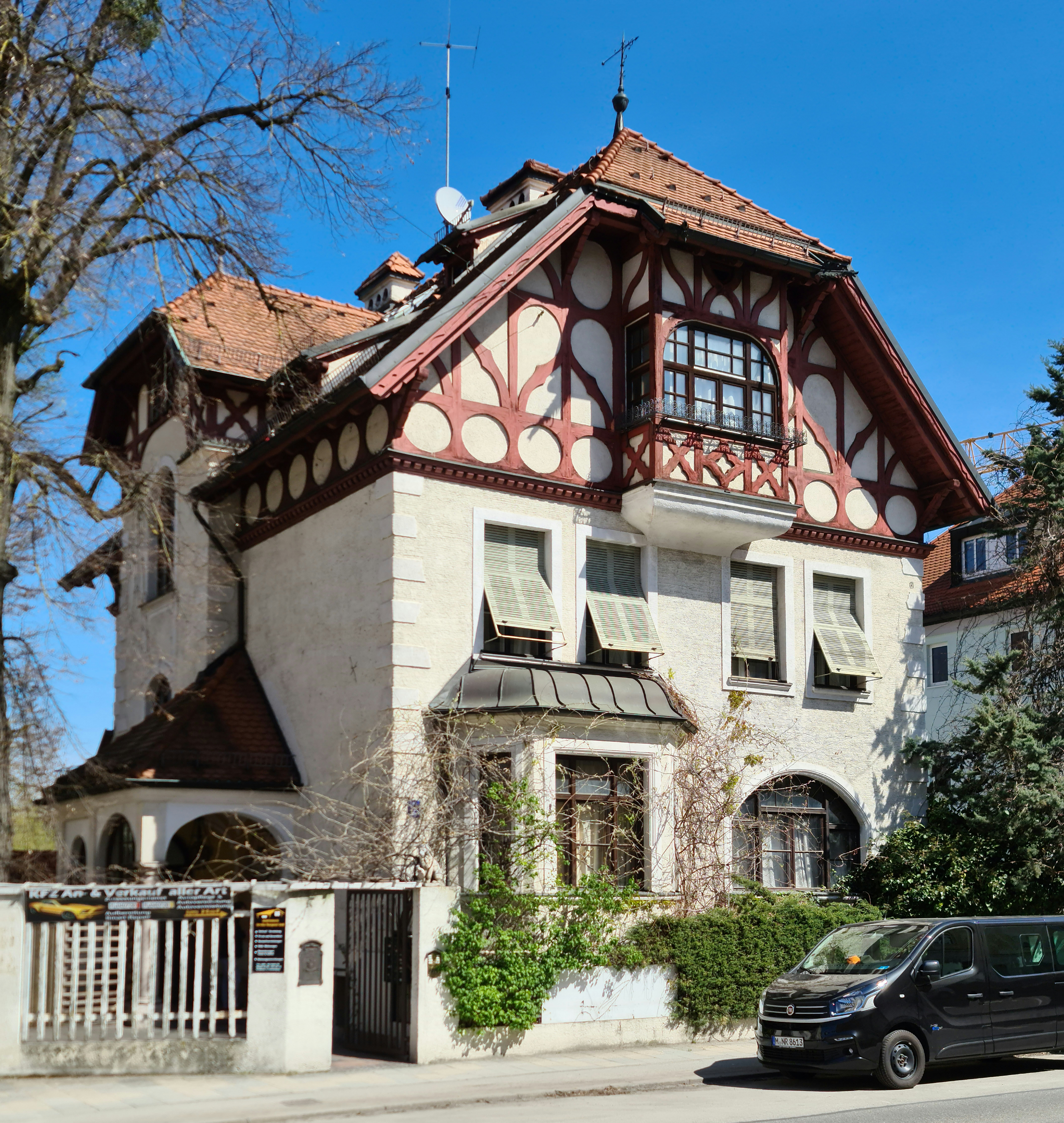
Boschetsrieder Str. 12 (1898)
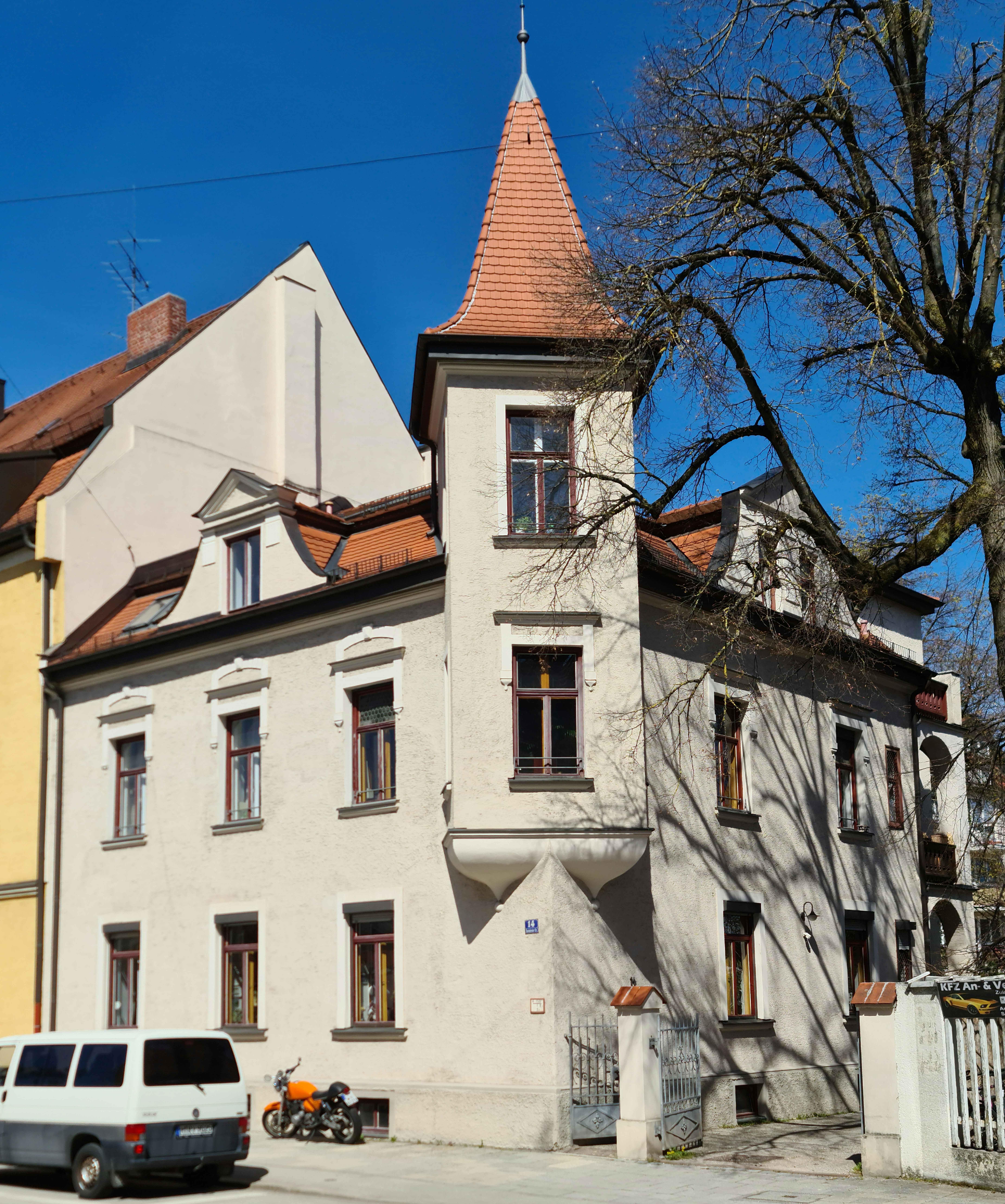
Boschetsrieder Str. 14 (1900)
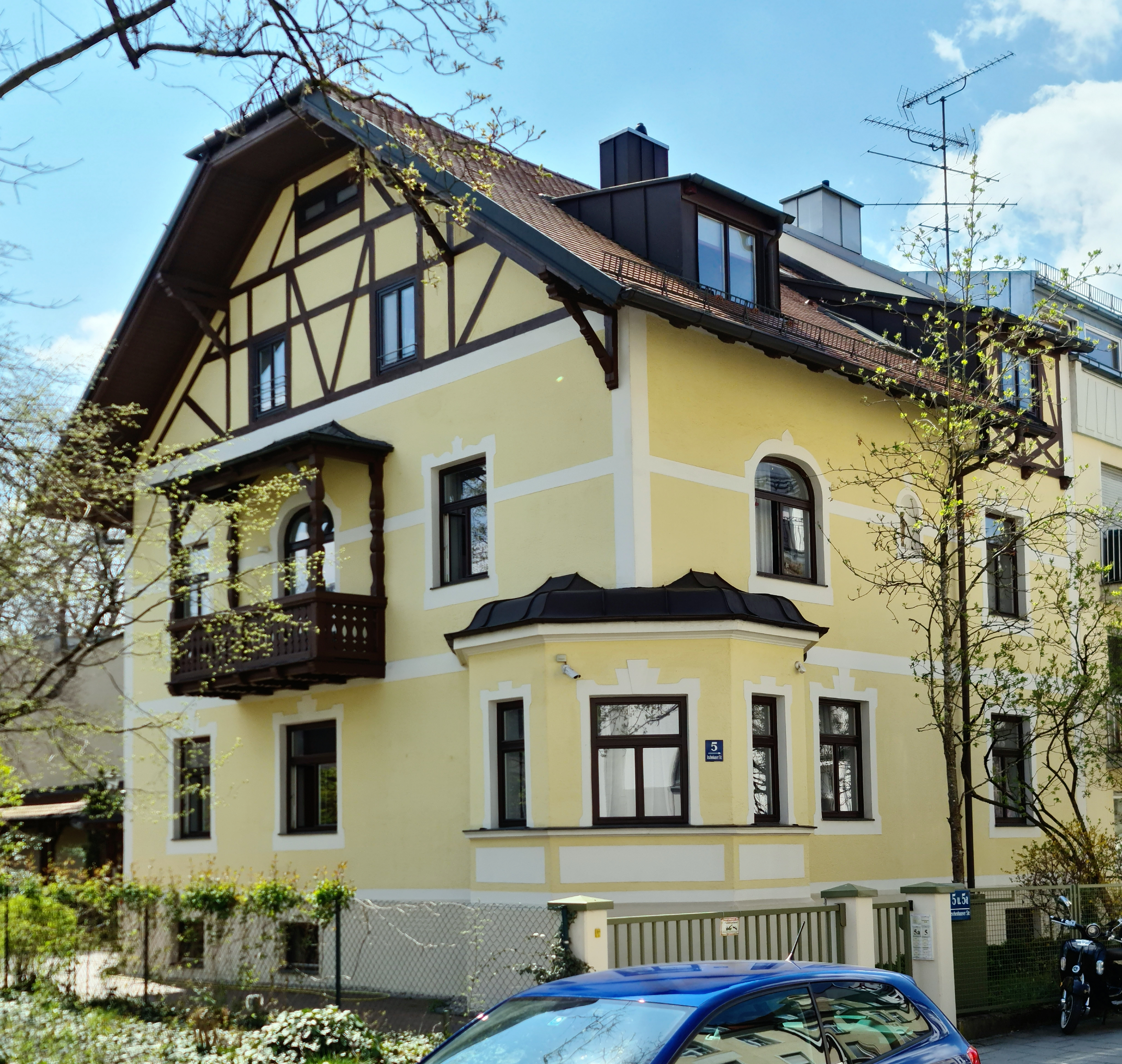
Irschenhauser Str. 5 (1900)
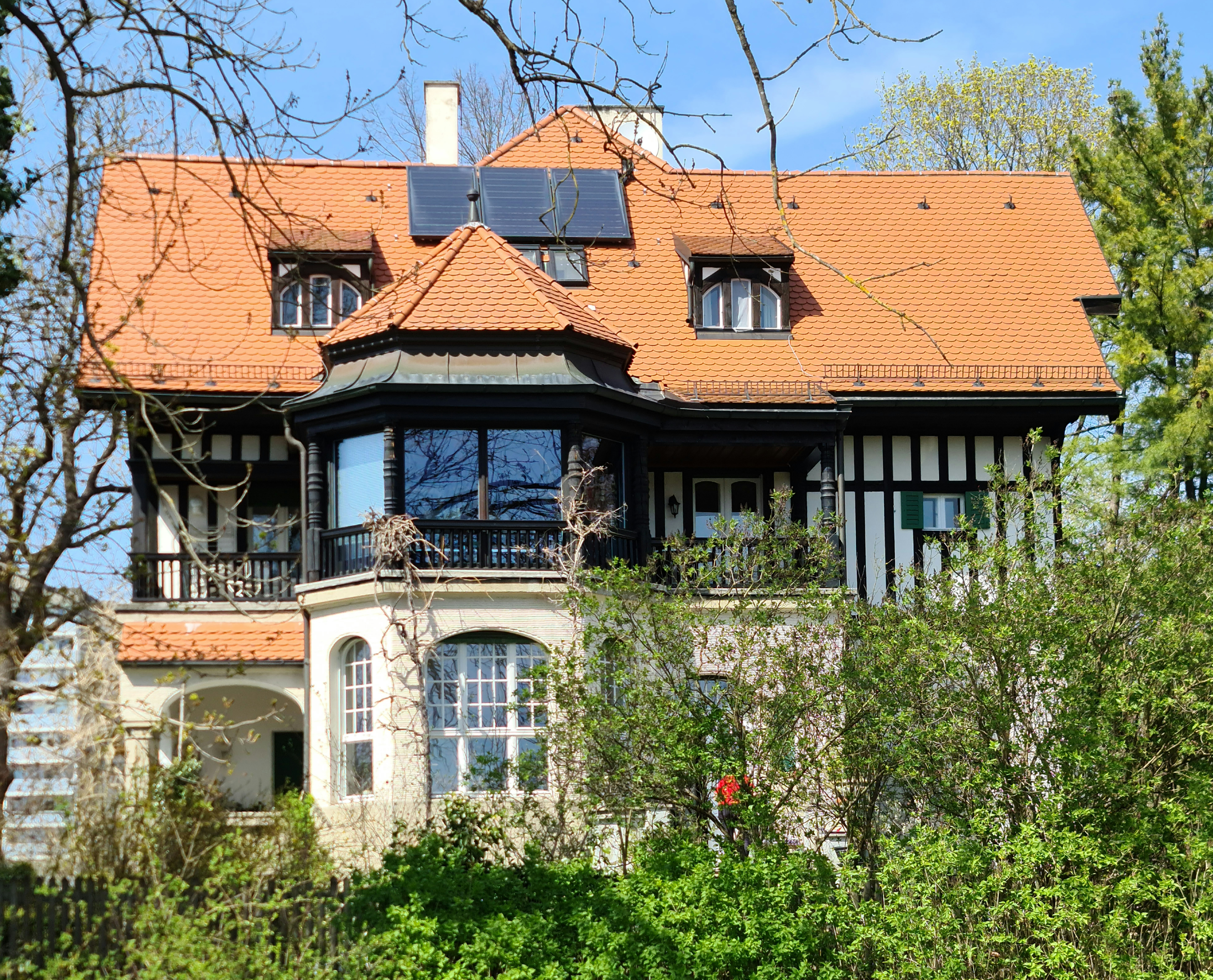
Ludwigshöher Str. 12 (1899)
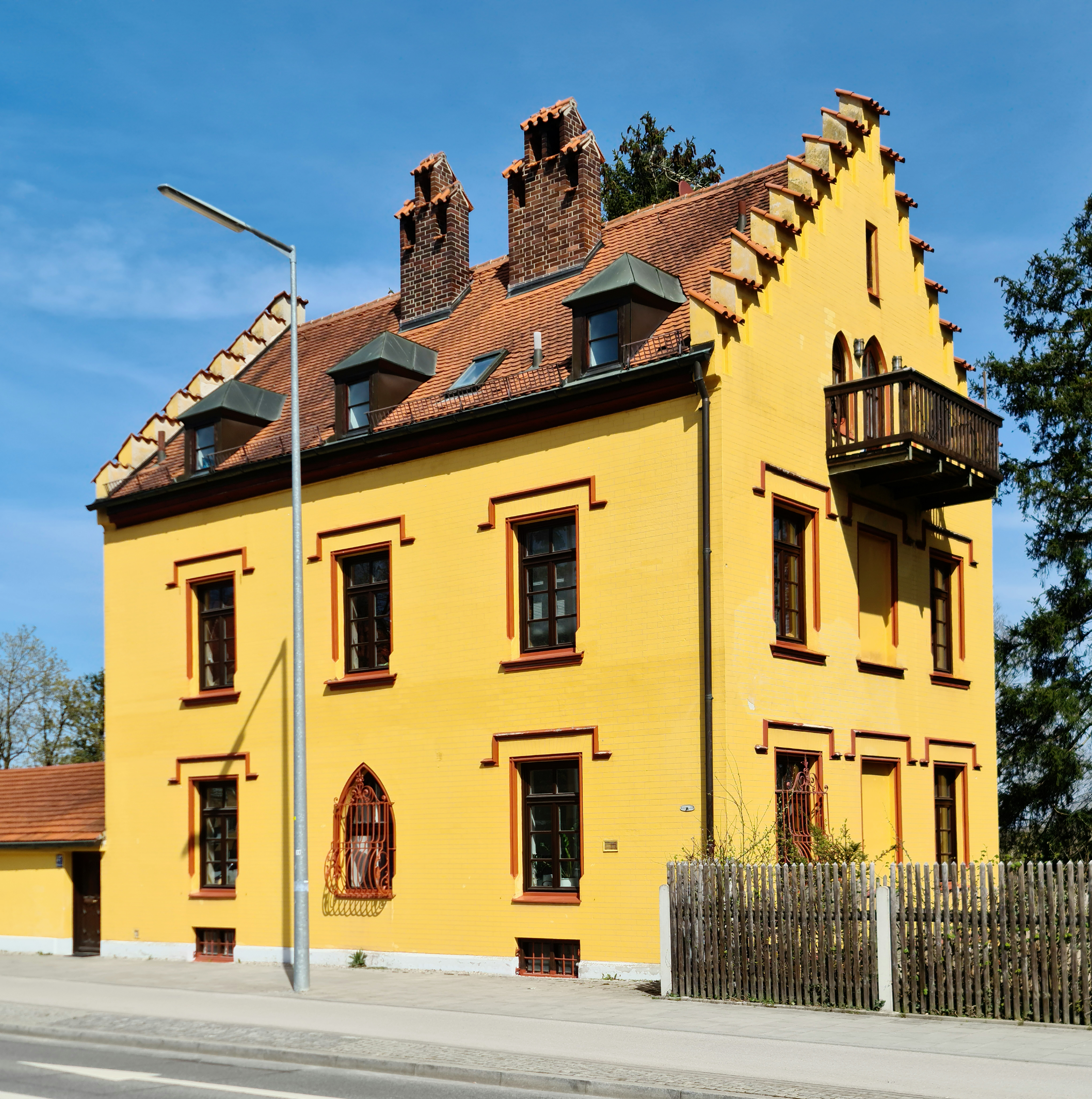
Wolfratshauser Str. 27 (1846/47)
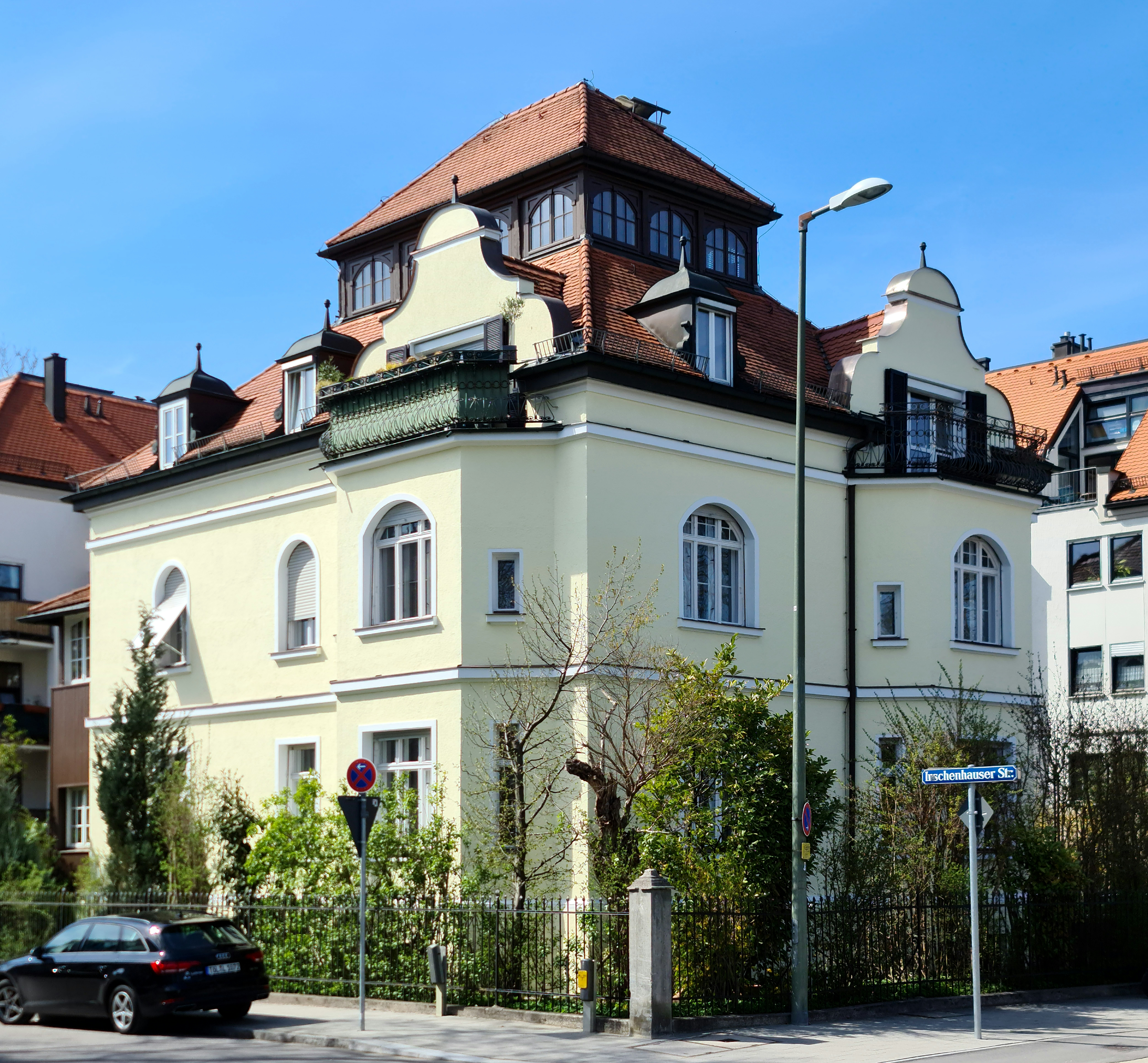
Wolfratshauser Str. 42 (1899)
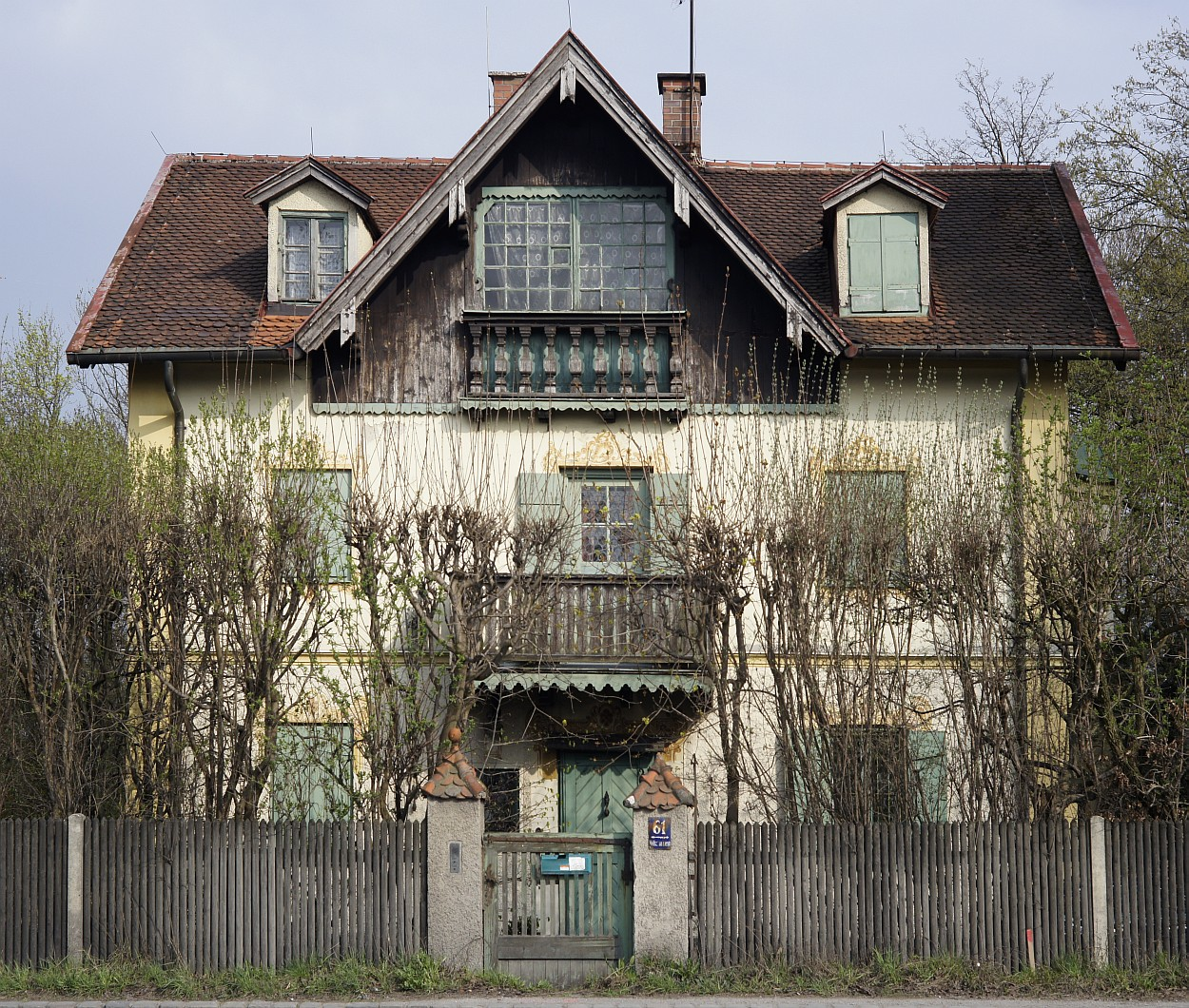
Wolfratshauser Str. 61 (um 1870/80)

Es sind nur Bauten angegeben die bis 1900 errichtet wurden, bis zu dieser Zeit lag noch fast ausschließlich der Ortsname im Ursprungsbereich.

## Öffentlicher Personennahverkehr
Es gibt eine S-Bahn-Station (Siemenswerke), S7 und Regionalverkehr, und drei U-Bahn-Stationen (Obersendling, Aidenbachstraße und Machtlfinger Straße) der U3. Diese U-Bahn-Teilstrecke ging am 28. Oktober 1989 in Betrieb und löste die Straßenbahnlinie 16 (zuvor 8) ab, die vom Harras über Ratzingerplatz nach Fürstenried-West fuhr. Derzeit ist eine neue Tram-Westtangente in Planung, deren südlicher Abschnitt zwischen Waldfriedhof und Aidenbachstraße 2027 eröffnet werden soll.

## Radwege
Bereits seit 2015 wird die Situation für Fahrradfahrer in Obersendling diskutiert. Als „brandgefährlichen“ Radweg, der keinerlei Vorschriften entspreche, beschrieb Matthias Moritz (SPD) die Radlerverbindung in Obersendling in der Boschetsrieder Straße. Sie verlaufe ohne den nötigen Sicherheitsabstand zu parkenden Fahrzeugen, was immer wieder zu Unfällen durch unachtsam aufgerissene Wagentüren führe. Diese sei streckenweise nicht breiter als ein Fahrradlenker und in einem „katastrophalen Zustand“. Die SPD-Fraktion fordert deshalb die gründliche Sanierung der Bikerspur und die Aufhebung der Radwegbenutzungspflicht auf dem Straßenabschnitt.
Der Fahrradclub ADFC hat anhand von Unfalldaten für 2016 bis 2022 untersucht, wie riskant und unfallträchtig die Wege zu den Schulen in der Stadt München sind. In Obersendling wurden die Radwege in der Boschetsrieder Straße und der Hofmannstraße als zu schmal und nicht komfortabel markiert. Der Ausbau des Radweges in der Boschetsrieder Straße wurde 2023 vom Stadtrat beschlossen. Der Maßnahme liegt der „Radentscheid“ zugrunde, ein Bürgerbegehren, indem die Münchner bereits 2019 eine deutliche Verbesserung der Fahrradinfrastruktur in der Stadt forderten.

## Kirchengebäude
- Evangelische Passionskirche (München-Obersendling), Tölzer Straße 17
- Römisch-katholische Kirche St. Joachim, Maisinger Platz 22